# Sadkó (ópera)
Sadkó (em russo: Садко) é uma ópera em sete cenas (três ou cinco atos) do compositor russo Nikolai Rimsky-Korsakov, com libreto de Vladimir Belsky, Vladimir Stasov, entre outros. É dedicada ao herói mítico Sadkó. Estreou no Teatro Solodovnikov em Moscovo em 7 de janeiro de 1898.